# وعاء لمفي

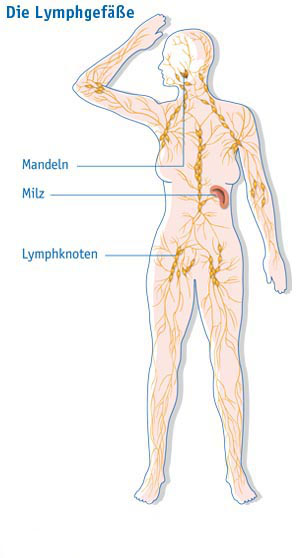
مسارات الأوعية اللمفية في جسم الإنسان.

الأوعية اللمفية (بالإنجليزية: Lymph vessel)‏ هي أوعية تشريحية و يمكن تشبيهها بالأوعية الدموية، و لكنها لا تعمل على نقل الدم و إنما تعد المسؤولة عن نقل السائل اللمفي المتواجد في النسيج و الذي يتضمن كمية قلية من البروتينات.
و يمكن التمييز بين أربع أنواع تقريبا للأوعية اللمفية من حيث البنية و الوظيفة و الحجوم:
- الشعيرات اللمفية ( Lymph capillary ).
- الجوامع القبلية( الأولية ) ( Precollectors ) و التي تجتمع فيها مجموعة من الشعيرات اللمفية.
- الجامع ( collector ) و الذي يجتمع فيها مجموعة من الجوامع القبلية ( الأولية ).
- الجذع اللمفاوي المتجمع ( Lymphsammelstämme ) و هو أكبر وعاء لمفي في الجسم.